# Jesús Unturbe
Jesús Unturbe Tablada (1895-1983) fue un pintor y fotógrafo español.

## Biografía
Nacido en Segovia el 20 de enero de  1895, en una familia de fotógrafos y artistas, continuó la tradición familiar. Considerado un fotógrafo pictorialista, tiene una calle dedicada en Segovia. Nombrado académico de la Real Academia de Historia y Arte de San Quirce  en 1960. A mediados del siglo XX decidió aparcar su faceta como fotógrafo y enfocarse más en la pintura. En 2009 se dedicó a su obra una exposición en La Alhóndiga y en 2017 otra en el torreón de Lozoya.